# Павлівщина (Лубенський район)
Павлі́вщина —  село в Україні, у Лубенському районі Полтавської області. Населення становить 207 осіб. Входить до складу Гребінківської міської громади.

## Географія
Село Павлівщина знаходиться на правому березі річки Сліпорід, вище за течією примикає село Олександрівка, нижче за течією на відстані 1 км та на протилежному березі розташоване село Лазірки. Поруч проходить залізниця, станції Лазірки та Платформа 147 км розташовані за 1,5 км.

## Історія
Лубенський етнограф В.П. Милорадович в своїй праці «Средуяя Лубенщина» так писав про цей населений пункт в 1903 році: «За плотиною на горе, с которой открываются все Лазорки, видна обширная усадьба с вековыми итальянскими тополями, прежде принадлежавшая Рудановским: около нее по обеим сторонам дороги построен хутор, носивший разные названия: Слободы, Рудановщины, Павловки».
Рудановські перенесли хутір на нове місце: «Давнішній хутір, - як розповідали етнографу місцеві селяни, - був коло Олександрівки, там хуторище (де жили пастухи, поральники худоби - Прим, авт.), загони, там и пасовище. «И заселили частью из Московской губернии, частью из с. Сухоносовки (якою володіли поміщики Марковичі, а жінка Павла Івановича Рудановського була із Марковичів - Прим, авт.), а частью и прежними крестьянами, всего теперь 321 душа, фамилии которых: Винниченки, Шапурини, Яковлевы и др.»
Перша його назва Новоселище (Новосільце) зберігалась до Рудановських (при Боярських), а при Рудановських стали називати Слободою, Рудановщиною. А коли став господарювати син Івана Павловича Рудановського Павло Іванович, прижилася назва Павлівка (Павлівщина). При чому, вона була уже не хутором, а сільцем, оскільки в ньому постійно мешкали його господарі, поміщики Рудановські (а селом воно не могло називатися, тому що там не було церкви).
В своїх спогадах поміщиця села Велика Круча Варвара Ананіївна Стороженко писала, що Іван Павлович Рудановський жив з сім'єю в Сімаках. Можливо, що спочатку свого господарювання вони жили в Сімаках, а потім переселилися в Павлівку, ближче до волосного центру.
В період селянської реформи договір на викуп землі селянами підписував Павло Іванович Рудановський (1865 рік). Мали право на земельний наділ 74 ревізських душ, які створювали 25 дворів (господарств) - 19 піших, і 6 тяглих господарств.
В той час тут були прізвища: Ставицьких (6 сімей), Ткаченків (5 сімей), Довгалів (2 сім'ї), Винниченків (2 сім'ї) і інших. Господарські справи Рудановських, мабуть, були кепські. В 1877 році в газетах з'явилося оголошення: «18 июля 1877 года в Лубнах будет продаваться с публичного торга имение Софии Андреевны Рудановской при с. Лазорках, находящееся у купца Н.А. Лемберга в залоге по закладной на 8 тисяч рублей.»
А в «Сведениях о населенных местах Лубенского уезда за 1896 год» записано: «Сельцо Павловское при р. Слепороде с населением 333 человека, дворов 57 смежно с усадьбой владельца Нахима Лемберга; имеется один винокуренный завод, одна кузница, один хлебозапасный магазин (склад зерна для селян на випадок неврожаю - Прим авт.) две торговые бакалейные лавки, одна винная лавка».
Тобто, землею сільця Павлівка заволодів Лемберг (Лімберг), він же володів і винокуренним заводом.
В 1930 році створений колгосп був названий іменем Орловського в честь убитого голови Лазірківської сільради 30-тисячника Орловського. (В період проведення нового районування 1923 -1925 років населені пункти Олександрівка, Осавульщина, Високе, Сімаки були переведені із Лазірківської сільради до новоствореної Олександрівської; Павлівка ж залишалась в складі Лазірківської сільради до 1939 р.).
Колгосп зберігав цю назву до 1952 року, коли всі колгоспи Олександрівської сільради об'єдналися в один колгосп імені Фрунзе. Першим головою колгоспу імені Орловського був Стеценко Михайло Іванович, потім Ластовецький Ігнат Кузьмович, Гордієнко Семен Павлович. Після війни - Шулик Гаврило Федорович, Ручка Микола Іванович, Сиренко Іван Антонович, Харченко Василь Лукович.
Школи в Павлівці до революції не було, діти її навчалися в Лазірківській або Олександрівській однокомплектних трьохрічних школах. Після революції в Павлівці була заснована початкова школа, яка функціонувала до 1970 років.
Беззмінним директорм школи після війни був Брюхоненко Олексій Григорович, людина, віддана своїй справі, за що його в селі шанобливо називали «наш вчитель».

## Відомі люди
Ткаченко (Чорновус) Микола Никифорович - народився в селі Павлівщина Гребінківського району. Був редактором газети «Прилуцька правда», член спілки письменників України, видав три збірки поезій.